# 파나르 AML
파나르 AML(프랑스어: Panhard Auto Mitrailleuse Légère)은 수색정찰 능력을 탑재한 장갑차이다. 비교적 얇은 장갑을 두른 4×4 차체를 기반으로 디자인하였고, 전체 중량은 5.5톤이며, 이 무게 덕분에 항공수송에 적합하다. 1959년부터 파나르 AML은 최대 5개 대륙에서 판매되었으며, 일부 개량형은 반세기 동안 지속적으로 생산되었다. 파나르 AML과 그 개량형들은 54개의 국가 정부와 세계의 다른 단체들에 의해 운영되어 왔으며, 정기적으로 여러 전쟁 및 전투에 참여했다.
AML-245는 한때 가장 중무장한 정찰 차량 중 하나로 여겨졌는데, 이는 이 기관총은 재래식 고폭탄 및 고폭대전차탄을 발사하는 저속의 DEFA D921 90mm 주포 또는 53발의 60mm 후방 적재 박격포와 함께 3,800발의 이중 7.5mm MASAA-52 NF-1 기관총을 장착했기 때문이었다. AML은 D921 주포로 1,500미터의 목표물을 파괴할 수 있다. 이러한 수치를 통해, AML은 보조 차량이나 구형 주력전차와 대등한 것으로 간주된다.

## 역사
제2차 세계 대전 동안 프랑스 육군과 자유 프랑스군은 소형 라플리 S15부터 파나르 178까지 다양한 종류의 차량을 정찰 임무에 사용했으며, 이 차량들은 동시대의 중전차와 동일한 75mm 주포를 장착할 수 있었고, 모델 201과 같은 다륜 설계를 채택했다. 제2차 세계 대전 후에 이렇게 많은 장갑차를 유지하는 것은 바람직하지 않게 되었다. 1945년 7월, 프랑스 정부는 프랑스 공방전과 그 이전에 잠재력을 보여주었던 이전 장갑차들의 특징들, 그 중에서도 201형의 특징들을 결합한 전후 설계의 요구사항을 발표했다. 이로 인해 1950년에 8x8 차륜의 파나르 EBR(모델 212)이 도입되었다. 이와 비슷하게 1956년 프랑스 국방부는 다임러 페렛 장갑차를 대체할 것을 요청했다. 페렛 장갑차를 대체하는 차량 역시 파나르가 제조하였으며, AML(모델 245)이 1961년에 취역했다.
이후 프랑스의 여러 식민지 전쟁의 경험을 바탕으로 한 많은 전후 무기들과 마찬가지로, 파나르 AML은 1945년 이후 벌어진 수많은 여러 전투에서 뛰어난 견고성, 신뢰성, 화력 대 중량 비율, 적응성으로 인정받았다. 이 명성으로 파나르 AML은 40여 개의 국가에 수출되었고, 이 중 아프리카가 가장 큰 수출 시장이었다.

### 개발
1950년대 후반, 프랑스 육군은 알제리에서 여러 대의 페렛 정찰차를 성공적으로 운용했다. 전통적인 관점에서 인상적이었던, 파나르 EBR과 M8 그레이하운드와 같은 프랑스의 나머지 경장갑차들은 대분란전에 적합한 장비를 갖추고 있지 않았다. 게다가 북아프리카의 전장은 유지보수와 작동이 더 단순한 가볍고 덜 정교한 차량을 필요로 했다. 프랑스는 영국으로부터 200대의 페렛 장갑차를 구입했다. 이것들은 충분히 가벼웠지만, 공격용으로는 부적합한 범용 기관총 한 자루만 가지고 있었다. 그럼에도 불구하고, 페렛 장갑차는 충분히 성공적이어서 프랑스에서 라이선스를 받아 페렛을 생산할 가능성이 있었다. 그러나 사비엠, 베를리엣, 그리고 파나르는 국산 차량에 대한 입찰을 신청했고 1956년에 프랑스 국방부는 페렛 장갑차와 비슷한 크기와 배치를 가진 프랑스제 차륜 장갑차의 사양을 발표했다. 1959년에는 파나르가 모델 245 B로 명명한 미트레일레우제 레제르 오토(AML)가 등장했다. 초기 시제품은 1959년 중반에 완성되었고 1961년 말까지 알제리에서 적어도 한 개의 연대가 시제품을 받았다. AML은 60mm 브란트 포격포와 2개의 중형 MASAA-52 NF-1 기관총을 장착했다. 파나르가 1960년대 말 시트로엥에 인수되기 전까지 파리 13구 포르테 드 쵸이시 근처의 단일 공장에서 제조되었다.
AML은 즉시 성공을 거두었지만 알제리 전쟁이 끝나면서 대게릴라 작전에 배치된 경박격포의 필요성도 줄어들었다. 더 중요한 문제는 바르샤바 조약 기구의 침공 시 소련의 공중전 차량이 제기하는 재래식 위협이었다. 한편, AML 고객인 남아프리카 공화국은 영국의 FV601 살라딘을 채택하는 것을 고려하고 있었고, 또한 파나르 기술자들에게 동등하거나 우수한 화력 지원 능력을 가진 AML 변종의 개발을 조사할 것을 요청했다. 이것과 매우 효과적인 90mm 구경의 대포의 채택으로 인해 모든 신형 AML-245 "C"는 H-90 포탑에 장착되었다. 핀이 안정된 형태의 돌격포를 발사했고, 총구 속도가 760 m/s이며, 320 mm 이상의 롤드 균질 장갑을 관통할 수 있는 발사체를 발사했다. 결과적으로 이후의 AML은 주력 전차와 교전할 수도 있었다. H-90은 고폭격 대전차(HEAT) 포탄 외에도 핀 안정화 고폭격(HE) 발사체를 탑재하고 있으며, 총 20발이 저장되어 있다.
파나르는 AML 부품을 사용하여 파나르 M3로 더 잘 알려진 "Véhicule Transport de Troupes"을 설계했다. M3는 차체에 용접이 모두 된 박스형 차체와 엔진을 운전자 뒤쪽에 배치하여 후방에 큰 병력 수송 공간을 제공했다. 휠베이스도 AML의 2.5m에서 더 높은 2.7m로, 궤도는 1.62m에서 2.5m로 증가했다. 그럼에도 불구하고, 두 차량 모두 자동차 부품에서 95%의 상호 교환성을 공유한다는 점을 고려할 때 AML 차량과 함께 유지보수가 다소 간소화되었다. AML과 M3의 수출 성공은 6륜 구동이며 중무기를 탑재할 수 있도록 설계된 파나르 ERC 90 사가이에와 파나르 VCR의 개발로 이어졌다.
AML의 대량 생산은 1980년대 초 이전 어느 시점에서 중단되었을 가능성이 있다. 그러나 프랑스 육군은 예멘과 튀니지가 최종 수출 주문을 한 1999년까지 남아있는 AML 재고를 계속 판매했다. 또한 남아프리카 공화국, 이스라엘, 사우디아라비아를 포함한 많은 중고 공급업체들가 AML을 판매했다.